# پرسه در شهر لاجوردی
پرسه در شهر لاجوردی فیلمی به کارگردانی و تهیه‌کنندگی محمدعلی نجفی و نویسندگی محمدعلی نجفی، نسیم سیفی‌پور و نسیم محمدی فارسانی محصول سال ۱۳۹۴ است.

## خلاصه داستان
«پرسه در شهر لاجوردی» پرسه در گذشته زنی است که رنگ و بویی تازه دارد …

## بازیگران
- مینا ساداتی
- فتانه ملک‌محمدی
- علی کاظمیان
- سیامک ادیب
- پدرام معیریان
- امید زندگانی
- ندا کریمی
- محمود ملاباشی
- سعید نیک‌پور